# Speekselklier
Een speekselklier of glandula salivaria is een klier die speeksel produceert en naar de mondholte afscheidt. Omdat het via een buisje naar de mondholte wordt geleid is het een exocriene klier.
Een mens heeft drie grote (glandulae salivariae majores) en een wisselend aantal kleinere speekselklieren, alle gelegen in of rond de mondholte.
De drie klieren die het grootste deel van al het speeksel produceren liggen net buiten de mondholte. Deze drie zijn verdeeld in drie typen:
- De glandula parotis (x 2; oorspeekselklier) bevindt zich aan beide zijden vlak naast het oor. Binnen deze klier ontspringen verschillende eindtakken van de nervus facialis die de gelaatsspieren bedienen.
- De glandula submandibularis (x 2; onderkaakspeekselklier) ligt aan beide kanten net onder de kaakrand.

Naast deze vier is er ook nog een speekselklier die zich onder de tong bevindt:
- De glandula sublingualis (x 2; ondertongspeekselklier).

Nederlandse onderzoekers hebben in 2020 een nieuwe locatie van speekselklieren ontdekt: deze tubarialisklieren liggen achter in de neus-keelholte.
En er bevinden zich vele kleine mucosale speekselklieren in de mondholte en de farynx.

## Opbouw
De grote speekselklieren bestaan ieder uit de volgende drie onderdelen:
- secretoir deel
- schakeldeel tussen het secretoire deel en de speekselbuis
- een speekselbuis

## Ziektes
Enkele ziektes waarbij speekselklieren betrokken zijn:
- Bof (parotitis epidemica)
- CMV inclusieziekte
- Speekselkliertumor
- Speekselsteen = sialolithiasis
- Xerostomie
- syndroom van Sjögren
- sialosis
- necroserende sialometaplasie

darmwandklier · lever · maagwandklier · melkklier · ovaria · pancreas · speekselklieren · talgklier · traanklier · testes · zweetklier